# Contarinia onobrychidis
Contarinia onobrychidis är en tvåvingeart som beskrevs av Jean-Jacques Kieffer 1895. Contarinia onobrychidis ingår i släktet Contarinia och familjen gallmyggor. Inga underarter finns listade i Catalogue of Life.